# Teatro Olimpico

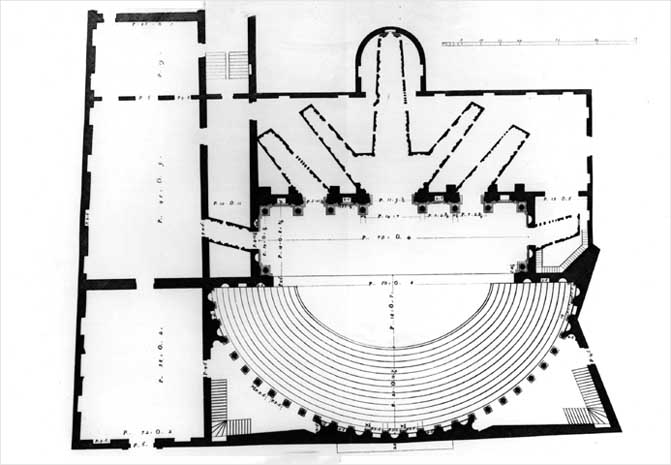
Plán divadla z roku 1776

Teatro Olimpico je historické divadlo v italském městě Vicenza, nejstarší zachované zastřešené divadlo vůbec. Postavil je v letech 1580-1585 renesanční architekt Andrea Palladio a dokončil Vicenzo Scamozzi. Od roku 1994 je divadlo součástí Světového dědictví UNESCO.

## Historie
Už v roce 1555 založil Palladio ve Vicenze Olympijskou akademii, pečlivě studoval zachovaná římská divadla a ilustroval italský překlad Vitruviových knih o architektuře. Navrhoval také divadelní scény pro různá představení ve městě, například v sále radnice, dnešní Basilica Palladiana. Roku 1579 dostala Olympijská akademie povolení, aby opuštěnou pevnost na SV okraji města přestavěla na stálé divadlo. Do dosti neforemné, široké a mělké středověké budovy ve dvoře pevnosti navrhl Palladio podle římských vzorů zkrácené, poloeliptické hlediště s 13 řadami mramorových lavic, dvojitým sloupořadím po obvodu a dekorativní scenae frons (řeckou skené), ozdobnou vysokou stěnu s průchody, před níž se herci pohybovali.
Krátce po zahájení stavby Palladio roku 1580 zemřel a vedení stavby převzal jiný známý architekt, Vicenzo Scamozzi. Ten se pečlivě držel Palladiových plánů hlediště i jeviště, protože se však ukázala možnost stavbu rozšířit směrem za stěnu scény, obohatil návrh o iluzivní dekoraci. Za každým z pěti průchodů stěnou (tři v průčelí a po jednom po obou stranách) vybudoval iluzivní ulici ze dřeva a sádry a vymyslel takové osvětlení, že ulice vypadaly jako skutečné. Ač jsou jen několik metrů dlouhé, působí dojmem dlouhých ulic a jsou rozmístěny tak, že každý divák vidí aspoň do jedné z nich.
Provoz v divadle byl zahájen 3. března 1585 uvedením Sofoklovy tragédie "Oidipus král", brzy byl ale ukončen. Díky tomu se původní dekorace podivuhodně zachovaly a po obnově v roce 1997 opět slouží divadelním představením při jarních a podzimních festivalech. Jinak je divadlo přístupné návštěvníkům.

## Význam
Teatro Olimpico není nejstarší evropská divadelní budova, předchozí divadelní stavby (Ferrara 1531, Řím 1545, Mantova 1549 nebo Benátky 1565) se však nezachovaly. Architekti i divadelníci té doby je sice velmi obdivovali, ale jen jediné divadlo, totiž Scamozziho stavba v Sabionettě jím byla skutečně ovlivněna. Hlavní důvod byl patrně v tom, že evropské divadlo přestalo tak lpět na antických vzorech a dalo přednost scéně s kulisami a proscéniem s oponou.

## Galerie

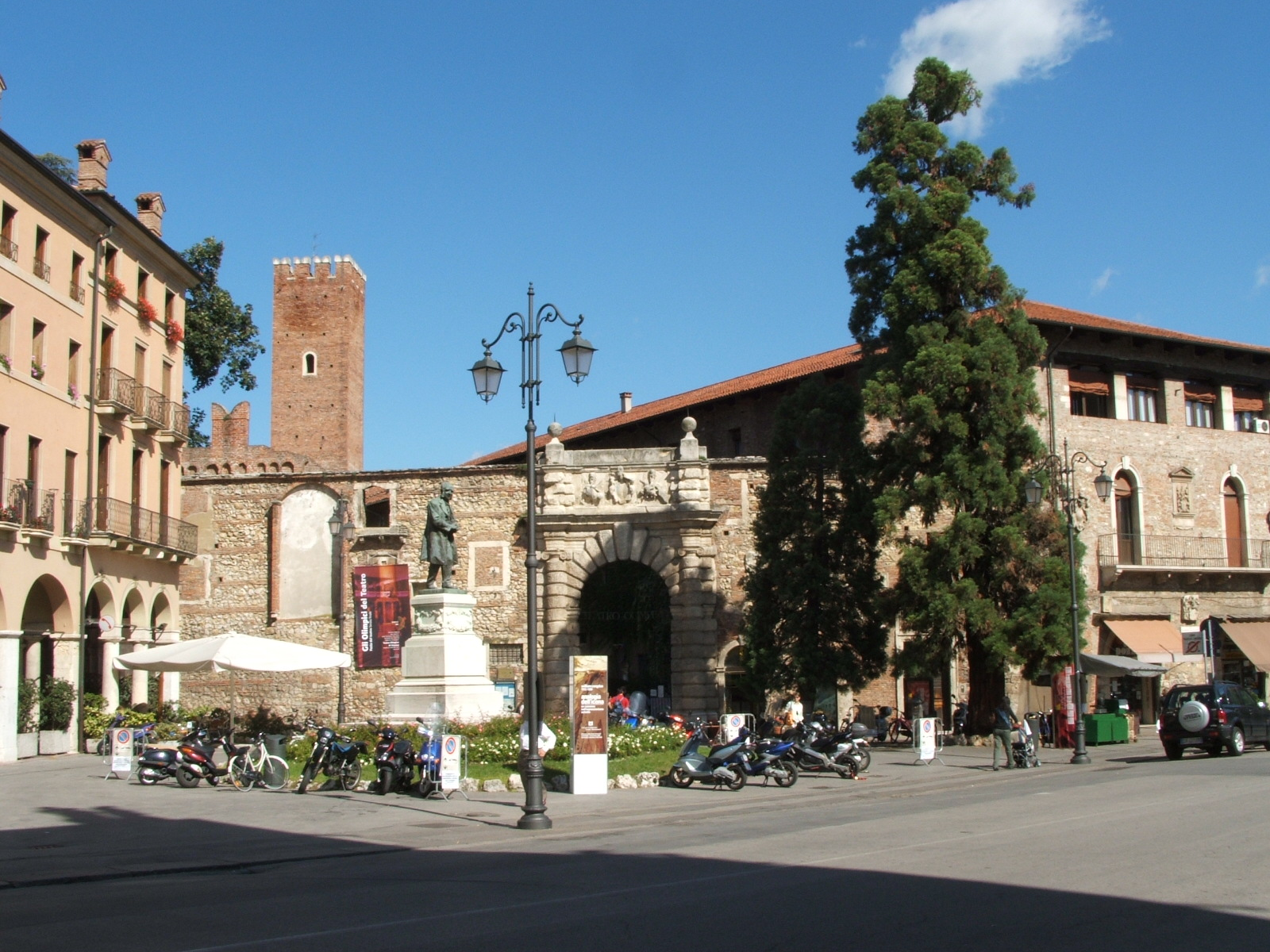
Celek bývalé pevnosti
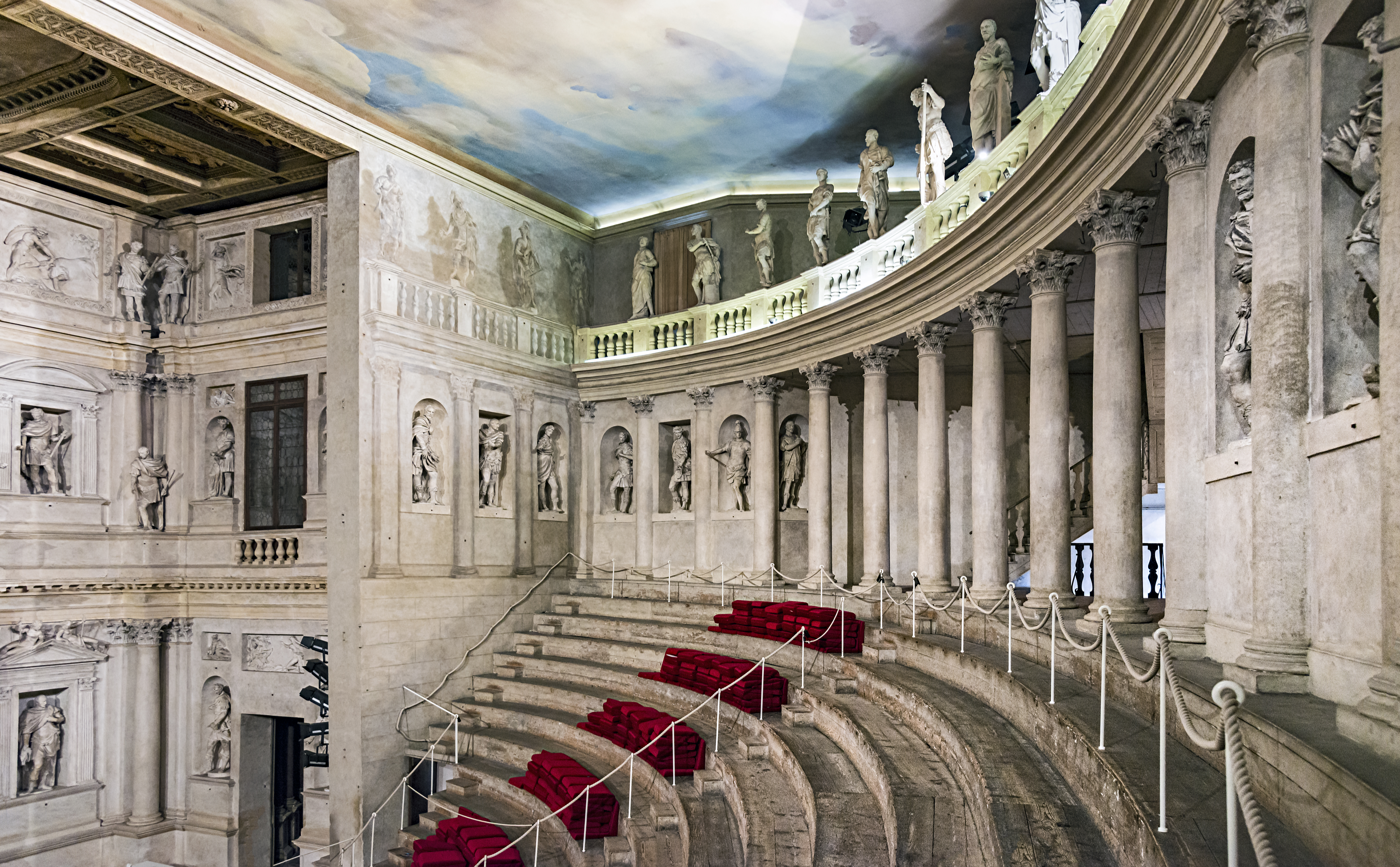
Hlediště
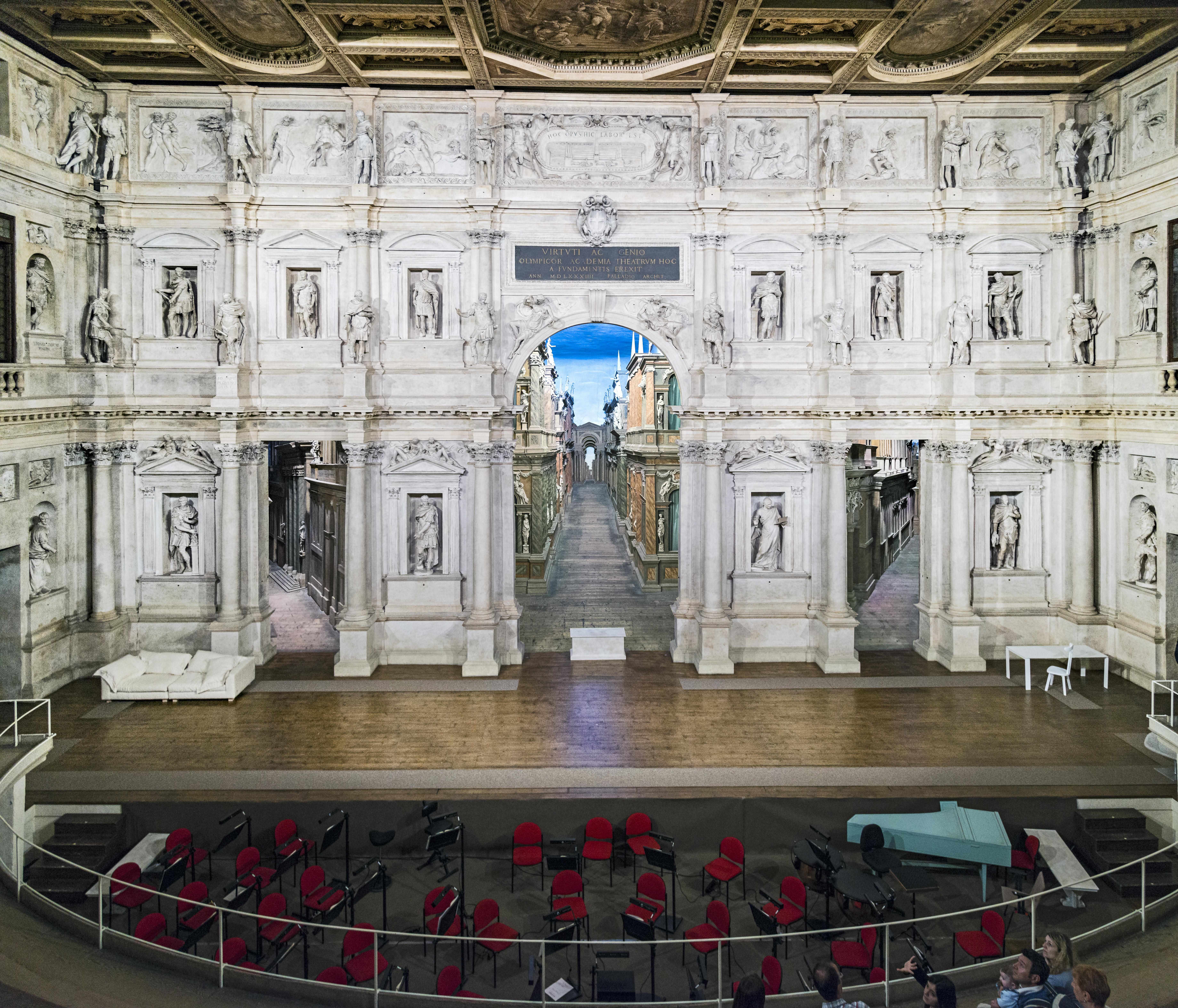
Jeviště se stěnou
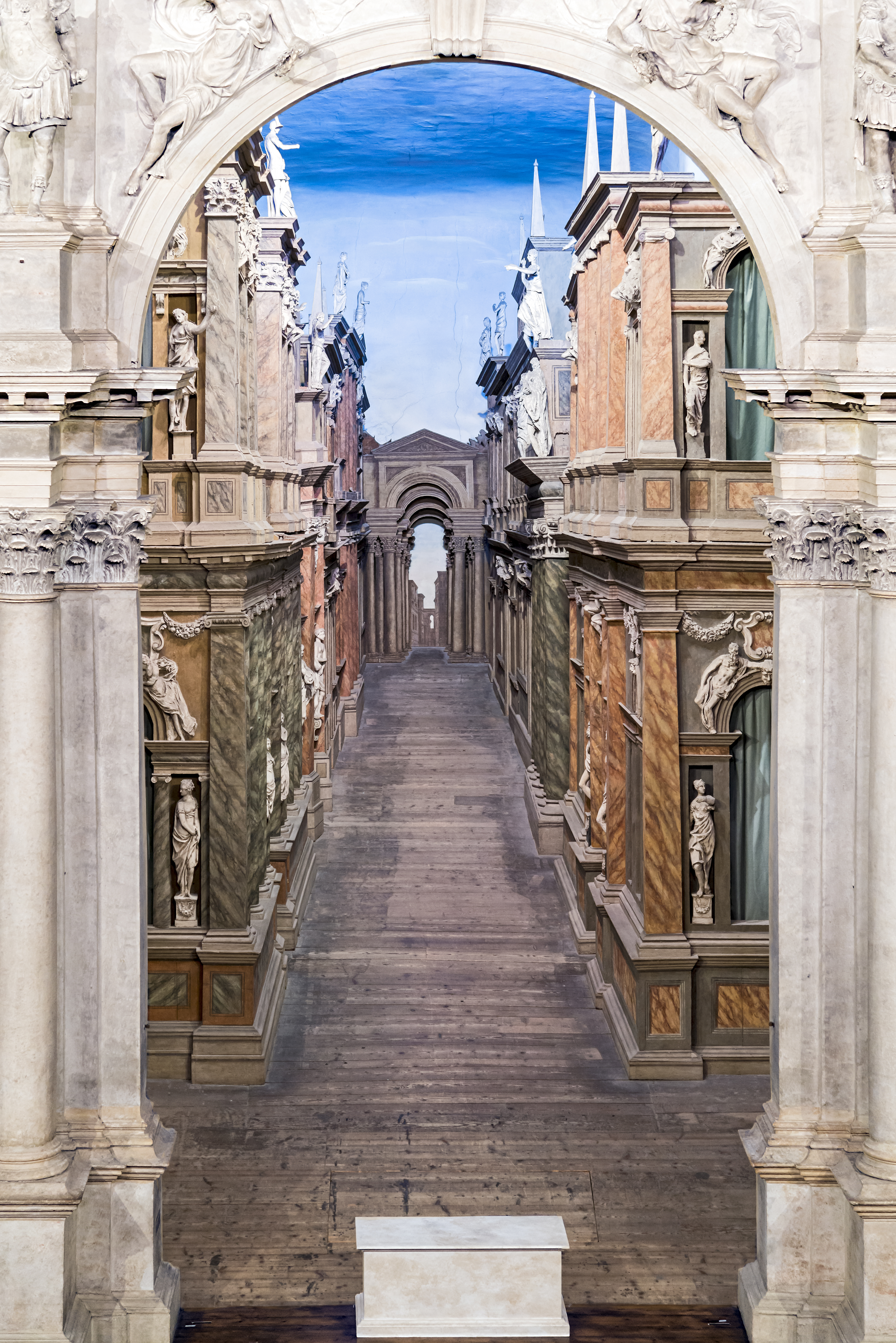
Průhled střední branou